# Jacob Branting (kronofogde)
Jacob Branting, född 14 juni 1754 i Gårsby och död 24 december 1836, var en svensk kronofogde i Mellansysslet, Värmlands län. Han var kusin till kamreraren i Överståthållarämbetet Jacob Branting (1757-1816), som blev far till Lars Gabriel Branting.
Branting är främst känd från Esaias Tegnérs ungdomsskildringar, där han figurerar.